# Boys Town
Boys Town – wieś w Stanach Zjednoczonych, w stanie Nebraska, w hrabstwie Douglas.